# Internazionali di Tennis di Baviera 1998 - Qualificazioni singolare
Le qualificazioni del singolare degli Internazionali di Tennis di Baviera 1998 sono state un torneo di tennis preliminare per accedere alla fase finale della manifestazione. I vincitori dell'ultimo turno sono entrati di diritto nel tabellone principale. In caso di ritiro di uno o più giocatori aventi diritto a questi sono subentrati i lucky loser, ossia i giocatori che hanno perso nell'ultimo turno ma che avevano una classifica più alta rispetto agli altri partecipanti che avevano comunque perso nel turno finale.
Le qualificazioni del torneo prevedevano 32 partecipanti di cui 4 sono entrati nel tabellone principale.

## Teste di serie
1. Emilio Benfele Álvarez (primo turno)
2. Christian Vinck (ultimo turno)
3. Sébastien Grosjean (Qualificato)
4. Peter Tramacchi (secondo turno)

1. Cristiano Caratti (secondo turno)
2. Dirk Dier (primo turno)
3. Marzio Martelli (Qualificato)
4. Davide Scala (secondo turno)

## Qualificati
1. Christophe Van Garsse
2. Marzio Martelli

1. Sébastien Grosjean
2. Jose Imaz-Ruiz

## Tabellone

### Legenda
| - Q = Qualificato - WC = Wild card - LL = Lucky loser | - ALT = Alternate - SE = Special Exempt - PR = Protected Ranking | - w/o = Walkover - r = Ritirato - d = Squalificato |

### Sezione 1
|  | Primo turno           | Primo turno            | Primo turno            | Primo turno | Primo turno |  |  | Secondo turno         | Secondo turno         | Secondo turno         | Secondo turno | Secondo turno |   |   | Ultimo turno          | Ultimo turno          | Ultimo turno          | Ultimo turno | Ultimo turno |  |
|  |                       |                        |                        |             |             |  |  |                       |                       |                       |               |               |   |   |                       |                       |                       |              |              |  |
|  |                       | Marco Meneschincheri   | Marco Meneschincheri   | 6           | 6           |  |  |                       |                       |                       |               |               |   |   |                       |                       |                       |              |              |  |
|  | 1                     | Emilio Benfele Álvarez | Emilio Benfele Álvarez | 2           | 3           |  |  | Marco Meneschincheri  | Marco Meneschincheri  | Marco Meneschincheri  | 4             | 3             |   |   |                       |                       |                       |              |              |  |
|  | Christophe Van Garsse | Christophe Van Garsse  | 6                      | 6           | 7           |  |  | Christophe Van Garsse | Christophe Van Garsse | Christophe Van Garsse | 6             | 6             |   |   |                       |                       |                       |              |              |  |
|  | Olivier Mutis         | Olivier Mutis          | 3                      | 7           | 5           |  |  |                       |                       |                       |               |               |   |   | Christophe Van Garsse | Christophe Van Garsse | Christophe Van Garsse | 6            | 6            |  |
|  | Gerald Mandl          | Gerald Mandl           | Gerald Mandl           | 6           | 6           |  |  |                       |                       | Gerald Mandl          | Gerald Mandl  | Gerald Mandl  | 2 | 3 |                       |                       |                       |              |              |  |
|  | Patrick Sommer        | Patrick Sommer         | Patrick Sommer         | 3           | 3           |  |  |                       | Gerald Mandl          | Gerald Mandl          | 6             | 6             |   |   |                       |                       |                       |              |              |  |
|  | 8                     | Davide Scala           | 6                      | 6           | 6           |  |  | 8                     | Davide Scala          | Davide Scala          | 1             | 2             |   |   |                       |                       |                       |              |              |  |
|  |                       | Frédéric Fontang       | 2                      | 7           | 4           |  |  |                       |                       |                       |               |               |   |   |                       |                       |                       |              |              |  |

### Sezione 2
|  | Primo turno     | Primo turno      | Primo turno      | Primo turno | Primo turno |  |  | Secondo turno | Secondo turno   | Secondo turno   | Secondo turno   | Secondo turno |   |   | Ultimo turno | Ultimo turno    | Ultimo turno | Ultimo turno | Ultimo turno |  |
|  |                 |                  |                  |             |             |  |  |               |                 |                 |                 |               |   |   |              |                 |              |              |              |  |
|  | 2               | Christian Vinck  | 3                | 6           | 6           |  |  |               |                 |                 |                 |               |   |   |              |                 |              |              |              |  |
|  |                 | Jaime Oncins     | 6                | 4           | 1           |  |  | 2             | Christian Vinck | 6               | 4               | 6             |   |   |              |                 |              |              |              |  |
|  | Răzvan Sabău    | Răzvan Sabău     | Răzvan Sabău     | 7           | 7           |  |  |               | Răzvan Sabău    | 4               | 6               | 3             |   |   |              |                 |              |              |              |  |
|  | Charles Auffray | Charles Auffray  | Charles Auffray  | 5           | 5           |  |  |               |                 |                 |                 |               |   |   | 2            | Christian Vinck | 4            | 7            | 6            |  |
|  | Lars Übel       | Lars Übel        | Lars Übel        | 6           | 6           |  |  |               |                 | 7               | Marzio Martelli | 6             | 6 | 7 |              |                 |              |              |              |  |
|  | Markus Hantschk | Markus Hantschk  | Markus Hantschk  | 2           | 4           |  |  |               | Lars Übel       | Lars Übel       | 0               | 3             |   |   |              |                 |              |              |              |  |
|  | 7               | Marzio Martelli  | Marzio Martelli  | 6           | 7           |  |  | 7             | Marzio Martelli | Marzio Martelli | 6               | 6             |   |   |              |                 |              |              |              |  |
|  |                 | Rodolphe Gilbert | Rodolphe Gilbert | 3           | 6           |  |  |               |                 |                 |                 |               |   |   |              |                 |              |              |              |  |

### Sezione 3
|  | Primo turno            | Primo turno            | Primo turno            | Primo turno | Primo turno |  |  | Secondo turno | Secondo turno          | Secondo turno      | Secondo turno      | Secondo turno      |   |   | Ultimo turno | Ultimo turno       | Ultimo turno       | Ultimo turno | Ultimo turno |  |
|  |                        |                        |                        |             |             |  |  |               |                        |                    |                    |                    |   |   |              |                    |                    |              |              |  |
|  | 3                      | Sébastien Grosjean     | Sébastien Grosjean     | 6           | 6           |  |  |               |                        |                    |                    |                    |   |   |              |                    |                    |              |              |  |
|  |                        | Peter Schuster         | Peter Schuster         | 0           | 0           |  |  | 3             | Sébastien Grosjean     | 3                  | 6                  | 6                  |   |   |              |                    |                    |              |              |  |
|  | Roberto Carretero-Diaz | Roberto Carretero-Diaz | Roberto Carretero-Diaz | 6           | 6           |  |  |               | Roberto Carretero-Diaz | 6                  | 2                  | 2                  |   |   |              |                    |                    |              |              |  |
|  | Herbert Wiltschnig     | Herbert Wiltschnig     | Herbert Wiltschnig     | 3           | 4           |  |  |               |                        |                    |                    |                    |   |   | 3            | Sébastien Grosjean | Sébastien Grosjean | 6            | 7            |  |
|  | Arnaud Di Pasquale     | Arnaud Di Pasquale     | Arnaud Di Pasquale     | 6           | 6           |  |  |               |                        |                    | Arnaud Di Pasquale | Arnaud Di Pasquale | 4 | 5 |              |                    |                    |              |              |  |
|  | Rainer Falenti         | Rainer Falenti         | Rainer Falenti         | 2           | 2           |  |  |               | Arnaud Di Pasquale     | Arnaud Di Pasquale | 6                  | 7                  |   |   |              |                    |                    |              |              |  |
|  | 5                      | Cristiano Caratti      | 6                      | 7           | 6           |  |  | 5             | Cristiano Caratti      | Cristiano Caratti  | 1                  | 6                  |   |   |              |                    |                    |              |              |  |
|  |                        | Olivier Delaître       | 7                      | 5           | 1           |  |  |               |                        |                    |                    |                    |   |   |              |                    |                    |              |              |  |

### Sezione 4
|  | Primo turno    | Primo turno     | Primo turno     | Primo turno | Primo turno |  |  | Secondo turno  | Secondo turno   | Secondo turno   | Secondo turno  | Secondo turno  |   |   | Ultimo turno  | Ultimo turno  | Ultimo turno  | Ultimo turno | Ultimo turno |  |
|  |                |                 |                 |             |             |  |  |                |                 |                 |                |                |   |   |               |               |               |              |              |  |
|  | 4              | Peter Tramacchi | Peter Tramacchi | 6           | 7           |  |  |                |                 |                 |                |                |   |   |               |               |               |              |              |  |
|  |                | Andrej Merinov  | Andrej Merinov  | 3           | 6           |  |  | 4              | Peter Tramacchi | Peter Tramacchi | 6              | 5              |   |   |               |               |               |              |              |  |
|  | Jan Weinzierl  | Jan Weinzierl   | 6               | 3           | 6           |  |  |                | Jan Weinzierl   | Jan Weinzierl   | 7              | 7              |   |   |               |               |               |              |              |  |
|  | Ionuț Moldovan | Ionuț Moldovan  | 4               | 6           | 0           |  |  |                |                 |                 |                |                |   |   | Jan Weinzierl | Jan Weinzierl | Jan Weinzierl | 2            | 1            |  |
|  | Jose Imaz-Ruiz | Jose Imaz-Ruiz  | Jose Imaz-Ruiz  | 6           | 6           |  |  |                |                 | Jose Imaz-Ruiz  | Jose Imaz-Ruiz | Jose Imaz-Ruiz | 6 | 6 |               |               |               |              |              |  |
|  | Gastón Etlis   | Gastón Etlis    | Gastón Etlis    | 3           | 3           |  |  | Jose Imaz-Ruiz | Jose Imaz-Ruiz  | Jose Imaz-Ruiz  | 6              | 6              |   |   |               |               |               |              |              |  |
|  |                | Axel Pretzsch   | 3               | 6           | 7           |  |  | Axel Pretzsch  | Axel Pretzsch   | Axel Pretzsch   | 2              | 1              |   |   |               |               |               |              |              |  |
|  | 6              | Dirk Dier       | 6               | 3           | 5           |  |  |                |                 |                 |                |                |   |   |               |               |               |              |              |  |